# Gonçalo Esteves
Gonçalo do Lago Pontes Esteves (Aboim das Choças, Arcos de Valdevez, 27 de febrero de 2004), conocido como Gonçalo Esteves, es un futbolista portugués. Juega de defensa y su equipo es el F. C. Alverca de la Primeira Liga.

## Trayectoria
Nacido en Aboim das Choças, comenzó su carrera en las inferiores del F. C. Porto.
Ya a nivel sénior, fichó por el Sporting de Lisboa en 2021, y fue rápidamente promovido al primer equipo por el entrenador Rúben Amorim. Jugó el 15 de octubre contra el C. F. Os Belenenses en la Copa de Portugal. Hizo lo propio en la Primeira Liga el 18 de diciembre ante el Gil Vicente F. C.
De cara a la temporada 2022-23 fue cedido al G. D. Estoril Praia. Sin embargo, debido a los pocos minutos que tuvo, regresó a Lisboa antes de acabar el año. A inicios de 2024 volvió a ser prestado, esta vez al AZ Alkmaar neerlandés. Tras esta última cesión, en el mes de agosto, fue traspasado al Udinese Calcio que lo prestó al Yverdon-Sport F. C. y al F. C. Alverca.

## Selección nacional
Esteves es internacional en categorías inferiores por Portugal.

## Estadísticas
Actualizado al último partido disputado el 14 de mayo de 2025.
| Club                            | Div.          | Temporada     | Liga  | Liga  | Copas nacionales | Copas nacionales | Copas internacionales | Copas internacionales | Total | Total |
| Club                            | Div.          | Temporada     | Part. | Goles | Part.            | Goles            | Part.                 | Goles                 | Part. | Goles |
| ------------------------------- | ------------- | ------------- | ----- | ----- | ---------------- | ---------------- | --------------------- | --------------------- | ----- | ----- |
| Sporting de Lisboa "B" Portugal | 3.ª           | 2021-22       | 11    | 1     | ―                | ―                | ―                     | ―                     | 11    | 1     |
| Sporting de Lisboa Portugal     | 1.ª           | 2021-22       | 4     | 0     | 5                | 0                | 1                     | 0                     | 10    | 0     |
| Sporting de Lisboa Portugal     | Total club    | Total club    | 4     | 0     | 5                | 0                | 1                     | 0                     | 10    | 0     |
| G. D. Estoril Praia Portugal    | 1.ª           | 2022-23       | 3     | 0     | 1                | 0                | ―                     | ―                     | 4     | 0     |
| G. D. Estoril Praia Portugal    | Total club    | Total club    | 3     | 0     | 1                | 0                | 0                     | 0                     | 4     | 0     |
| Sporting de Lisboa "B" Portugal | 3.ª           | 2022-23       | 10    | 0     | ―                | ―                | ―                     | ―                     | 10    | 0     |
| Sporting de Lisboa "B" Portugal | 3.ª           | 2023-24       | 1     | 0     | ―                | ―                | ―                     | ―                     | 1     | 0     |
| Sporting de Lisboa "B" Portugal | Total club    | Total club    | 22    | 1     | 0                | 0                | 0                     | 0                     | 22    | 1     |
| Jong AZ · Países Bajos          | 2.ª           | 2023-24       | 14    | 1     | ―                | ―                | ―                     | ―                     | 14    | 1     |
| Jong AZ · Países Bajos          | Total club    | Total club    | 14    | 1     | 0                | 0                | 0                     | 0                     | 14    | 1     |
| AZ Alkmaar · Países Bajos       | 1.ª           | 2023-24       | 0     | 0     | 1                | 0                | ―                     | ―                     | 1     | 0     |
| AZ Alkmaar · Países Bajos       | Total club    | Total club    | 0     | 0     | 1                | 0                | 0                     | 0                     | 1     | 0     |
| Yverdon-Sport F. C. Suiza       | 1.ª           | 2024-25       | 10    | 0     | 0                | 0                | ―                     | ―                     | 10    | 0     |
| Yverdon-Sport F. C. Suiza       | Total club    | Total club    | 10    | 0     | 0                | 0                | 0                     | 0                     | 10    | 0     |
| F. C. Alvereca Portugal         | 1.ª           | 2025-26       | 0     | 0     | 0                | 0                | ―                     | ―                     | 0     | 0     |
| F. C. Alvereca Portugal         | Total club    | Total club    | 0     | 0     | 0                | 0                | 0                     | 0                     | 0     | 0     |
| Total carrera                   | Total carrera | Total carrera | 53    | 2     | 7                | 0                | 1                     | 0                     | 61    | 2     |
| 1. 2.                           |               |               |       |       |                  |                  |                       |                       |       |       |

## Palmarés

### Títulos nacionales
| Título                      | Club               | País     | Año  |
| --------------------------- | ------------------ | -------- | ---- |
| Copa de la Liga de Portugal | Sporting de Lisboa | Portugal | 2022 |

## Vida personal
Su hermano Tomás también es futbolista.